# Pougnadoresse
Pougnadoresse (okzitanisch Pinhadorèissa) ist eine französische Gemeinde mit 263 Einwohnern (Stand 1. Januar 2022) im Département Gard in der Region Okzitanien.

## Geografie
Pougnadoresse liegt 31 Kilometer nordöstlich von Nîmes und ebenso weit nordwestlich von Avignon. Die nächsten größeren Orte sind die jeweils rund 12 Kilometer entfernten Städte Uzès im Südwesten und Bagnols-sur-Cèze im Nordosten. In östlicher Richtung des Ortes befindet sich das Rhonetal, während im Westen das Gebirge der Cevennen beginnt. Das Gemeindegebiet wird von der Tave sowie den Bächen Valette und Veyre durchflossen. Die Kommune ist offizielles Mitglied des Weinbaugebiets Côtes du Rhône und wird entsprechend von der Weinkultivierung geprägt. Neben dem Kernort umfasst die Gemeinde den Weiler Mas Carrière. Letzterer gehört zu einem Teil des Gebiets, das vom Lössboden bedeckt wird, während ein anderer Teil von Hügelketten und felsigem Untergrund geprägt wird.
Die Nachbargemeinden von Pougnadoresse sind Cavillargues im Norden, Le Pin im Osten, La Capelle-et-Masmolène sowie Vallabrix im Süden und La Bastide-d’Engras im Westen.

### Infrastruktur
Der Anschluss ans Straßenverkehrsnetz besteht für Pougnadoresse einzig über lokale Straßen in die Nachbarorte, wobei im wenige Kilometer nördlich gelegenen Cavillargues Anschluss an eine regionale Verkehrsachse nach Bagnols-sur-Cèze und ins Rhônetal besteht, die in westliche Richtung an eine Straße nach Alès anbindet.

## Kultur und Geschichte

### Ortsname
Die erste Erwähnung des Ortes mit dem zugehörigen Schloss erfolgte 1156 unter dem Namen Castrum de Pugnaduritia. Damals handelte es sich um einen Besitz der Bischöfe von Uzès. Als mögliche Erklärung für die Namensherkunft gilt das lateinische Wort pugnator, das Krieger bedeutet, in Kombination mit dem Suffix icia. Die früher verbreitete Namensvariation Pignadouresso lässt hingegen eher auf eine andere Bedeutung schließen. Es könnte sich dabei um eine Ableitung des okzitanischen Wortes penna für Felsen handeln, was auf die teils felsige Umgebung zurückzuführen sein könnte.

### Bauwerke
Das feudale Schloss von Pougnadoresse, dessen Existenz seit 1156 belegt ist, verfügt über besonders stabile Außenmauern mit bis zu zwei Metern Stärke. Gemeinsam mit dem Dorf gehörte es zuerst den Bischöfen von Uzès, dann teils dem Herren von Sernhac und teils einem lokalen Adligen, ehe es 1550 in den Besitz der Familie Le Chantre überging und dort langjährig verblieb. 1780 übernahm die Familie de Sorbier die Herrschaft, konnte zumindest das Schloss über die Französische Revolution hinaus behalten und stellt bis heute den Inhaber dar.
Bis 1678 stellte die katholische Kirche Saint Jean d’Orgerolles, die heute noch erhalten ist, das einzige religiöse Gebäude der Gemeinde dar. Weil sie auf einer Hügelkette zwischen Pougnadoresse und La Bastide-d’Engras lag und dem Nachbarort sogar näher war, stiftete der Erzbischof 1678 eine neue Kirche im Ortszentrum. Sie wurde 1688 erweitert und 1861 durch eine Nachfolgekirche ersetzt. In dieser wurde sieben Jahre nach der Erbauung der Innenraum ausgebaut, Sitzplätze ergänzt und eine zweite Sakristei geschaffen. 1873 erhielt sie zudem einen Glockenturm und drei Jahre darauf kam ein zweiter hinzu.
Die erste Schule des Dorfes war eine religiöse Schule, die 1885 im Erdgeschoss eines Gebäudes Platz fand, in dessen erster Etage die Mairie als Sitz der Gemeindeverwaltung untergebracht war. 1905 übernahm die Mairie die untere Etage und darüber wurden Wohnungen für die Lehrer geschaffen. Die Schule bestand weiter, bis sie 1984 wegen mangelnder Schülerzahlen eingestellt wurde; seither besuchen die Kinder den Unterricht im Nachbarort Cavillargues. 
Am Ufer des Flusses Tave standen ursprünglich vier Mühlen, von denen zwei weitgehend erhalten sind und die beiden anderen im ruinösen Zustand fortbestehen. Der Bach Veyre, der einen Großteil des Jahres über vertrocknet ist, wird von einer Brücke überspannt, deren Existenz seit 1521 nachgewiesen ist und die 1994 von einem Kulturverein nach dem historischen Vorbild rekonstruiert wurde.

## Bevölkerungsentwicklung
| Jahr      | 1962 | 1968 | 1975 | 1982 | 1990 | 1999 | 2010 | 2017 |
| --------- | ---- | ---- | ---- | ---- | ---- | ---- | ---- | ---- |
| Einwohner | 127  | 134  | 126  | 123  | 131  | 165  | 216  | 246  |

Im Jahr 1793 wurde die Gemeinde von 253 Menschen bewohnt und sie erlebte anschließend ein deutliches Anwachsen bis auf 384 Bewohner im Jahr 1861. Dem folgte ein starker Rückgang, sodass 1906 mit 255 registrierten Einwohnern das alte Niveau wieder erreicht wurde. Die Zahl verringerte sich weiter rapide und erreichte 1982 mit 123 ihren Tiefstand, der von einer Phase der starken Erholung des Bevölkerungsniveaus gefolgt wurde.